# 弗林特斯通 (馬里蘭州)
弗林特斯通（英語：Flintstone）是位於美國馬里蘭州亞利加尼縣的一個普查規定居民點。

## 人口
根據2020年美國人口普查的數據，弗林特斯通的面積為1.05平方千米，當中陸地面積為1.05平方千米，而水域面積為0.00平方千米。當地共有人口167人，而人口密度為每平方千米159.05人。